# NGC 3055
NGC 3055 (również PGC 28617 lub UGC 5328) – galaktyka spiralna z poprzeczką (SBc), znajdująca się w gwiazdozbiorze Sekstantu. Odkrył ją William Herschel 24 stycznia 1784 roku.